# 구도 마사토
구도 마사토(工藤 壮人, 1990년 5월 6일 ~ 2022년 10월 21일)는 일본의 전 축구 선수이다. 과거 포지션은 공격수였다.

## 구단 경력
그는 2009년부터 2022년까지 J리그의 가시와 레이솔, 산프레체 히로시마, 레노파 야마구치 FC, 테게바자로 미야자키에서 활동하였다.

## 국가대표팀 경력
그는 2010년 아시안 게임에 참가할 일본 U-23 국가대표팀에 발탁되었으며, 은메달 획득에 기여했다.
2013년 EAFF 동아시안컵에 참가할 일본 국가대표팀에 발탁되었으며, 7월 21일 중국와의 경기에서 데뷔, 우승에 기여했다. 그는 국제 A매치 통산 4경기에 출전, 2득점을 넣었다.

## 사망
2022년 10월 31일, 그는 뇌 수술 합병증으로 인해 32세의 나이로 생을 마감하였다.

## 통계
| 일본 | 일본 | 일본 |
| 연도 | 출전 | 득점 |
| ---- | ---- | ---- |
| 2013 | 4    | 2    |
| 통산 | 4    | 2    |